# Auditorio Edgar Neville
El Auditorio Edgar Neville es un espacio escénico de la ciudad española de Málaga.

## Historia
Su apertura se produjo en el año 2008 como Auditorio de la Diputación Provincial siendo rebautizado como Auditorio Edgar Neville en honor al creador Edgar Neville en 2012. Gestionado por la Diputación Provincial de Málaga, y parte de la sede del Palacio Provincial, obra del arquitecto Luis Machuca inaugurada en 2007, se trata de un espacio escénico multidisciplinar que cuenta con  capacidad para trescientas personas.